# Волков, Александр Владимирович (хоккеист)
Александр Владимирович Волков (2 августа 1997 года, Москва, Россия) — российский хоккеист, крайний нападающий клуба КХЛ «Авангард». Обладатель Кубка Стэнли 2020 года в составе «Тампа-Бэй Лайтнинг».

## Биография

### Юниорская карьера
На драфте юниоров КХЛ 2014 года был выбран клубом СКА Санкт-Петербург под общим 17-м номером. В составе клуба Молодёжной хоккейной лиги СКА-1946 в сезоне 2014/15 завоевал серебряные медали дойдя до финала Кубка Харламова. В сезоне 2016/17 Волков также выступал за клуб «СКА-Нева» из ВХЛ. Летом 2017 года на драфте НХЛ был выбран клубом «Тампа-Бэй Лайтнинг» под общим 48-м номером. 29 июня 2017 года подписал с «Тампой» трехлетний контракт начального уровня.

### Профессиональная карьера
После переезда в Северную Америку первые три сезона провёл за фарм-клуб «молний» из АХЛ «Сиракьюс Кранч». Дебютировал в НХЛ 30 октября 2019 года в гостевом матче против «Нью-Джерси Девилз». Своё первое очко в НХЛ набрал 14 января 2020 года, отдав результативную передачу в матче против «Лос-Анджелес Кингз». 28 сентября 2020 года был заявлен на 6-й матч финальной серии против «Даллас Старз», в котором «Лайтнинг» победили со счётом 2:0 и завоевали 2-й в своей истории Кубок Стэнли. Стал обладателем Кубка Стэнли в своём дебютном сезоне в НХЛ.
Перед следующим сезоном, который был отложен из-за пандемии коронавируса, Волков подписал с «Тампа-Бэй» однолетний контракт на сумму $ 700 тыс.. 14 февраля 2021 года забросил свою первую шайбу в НХЛ, поразив ворота «Флориды Пантерз». 24 марта после просьбы был обменян в «Анахайм Дакс». За новый клуб дебютировал 2 апреля в матче против «Аризоны Койотис», в котором отметился заброшенной шайбой. Летом 2021 года продлил с «Анахаймом» контракт на 1 год. Перед стартом сезона 2021/22 клуб выставил игрока на драфт отказа, после чего был отправлен в фарм-клуб «уток» «Сан-Диего Галлз».
25 октября «Анахайм» выставил игрока на безусловный драфт отказов и расторг с игроком контракт, после чего Александр Волков подписал 4-летнее соглашение с клубом КХЛ СКА.
17 мая 2023 года перешёл в минское «Динамо» в результате обмена. В регулярном сезоне-2024/25 набрал 48 (18+30) очков, установив персональный рекорд, а в плей-офф отметился еще 5 (3+2) баллами в семи играх.
В июне 2025 года перешел в «Авангард» из Омска, подписав с клубом трехлетний контракт на общую сумму свыше 300 миллионов российских рублей (часть выплат предусмотрена в виде бонусов).

## Статистика
| Легенда | Легенда                    | Легенда | Легенда                   | Легенда | Легенда    |
| ------- | -------------------------- | ------- | ------------------------- | ------- | ---------- |
| И       | Количество проведённых игр | Штр     | Штрафное время            | +/−     | Плюс-минус |
| Г       | Голы                       | П       | Голевые передачи          | О       | Очки       |
| -       | Статистика неизвестна      | —       | Статистика не учитывалась |         |            |